# 動物主義黨和環境
動物主義黨和環境（西班牙語：Partido Animalista Con el Medio Ambiente，縮寫為PACMA），前称反對虐待動物動物主義黨，於2003年2月24日在畢爾巴鄂成立。該組織致力於保護動物權利和動物福利，尊重生命權的一部分要求。其總部最初位於巴塞羅那，现已迁至西班牙首都馬德里。
為了能夠票票等值，該黨也參與選舉改革運動。